# جاكوار مارك 2
جاكوار مارك 2 (بالإنجليزية: Jaguar Mark 2)‏ هي سيارة من تصنيع شركة سيارات جاكوار.